# Madone de Brême
La Madone de Brême – en italien Madonna con Bambino – est un tableau réalisé par le peintre italien Masolino da Panicale en 1423. Cette tempera exécutée sur bois de peuplier est une Vierge de l'humilité qui représente Marie regardant l'Enfant Jésus qui s'accroche à son cou alors que celui-ci se retourne vers le spectateur, debout en équilibre entre la cuisse gauche et la main droite de sa mère. Offerte par Johann Baese en 1832, l'œuvre est conservée à la Kunsthalle de Brême, à Brême, en Allemagne.